# D.C. 〜ダ・カーポ〜
『D.C. 〜ダ・カーポ〜』は、2002年6月28日にアダルトゲームブランドCIRCUSから発売された18禁恋愛アドベンチャーゲーム。また、これを原作としたアニメ、漫画、小説、コンシューマーゲームなどのメディアミックス作品。

## 概要
決して枯れない桜が咲く初音島の「風見学園」を舞台にした、学園恋愛ストーリーである。本シリーズは、後述するように先行版・ファンディスク・移植版・廉価版を合わせると7タイトルも存在している。次作以降も年代がナンバリングと前後する部分はあるが、全てが地続きで一つのストーリーとなっている。作品それぞれにその地続きとなる正史のルートは存在するが、5において正史とは別のルートも全てが世界に内包されていることが明らかになっている。
『Aries』『Infantaria』『水夏』に続くCIRCUSブランドの4作目。当時CIRCUS代表だったtororoによれば、「ダークな作品・生命感をテーマにした作品の次に、泣ける学園ものを出すと売れる」という当時の“売れるための方程式”に乗り、『水夏』の次に学園ものを出すことを早くから決めていた。作品企画は「学園もの」を起点にスタッフ全員で話し合い、その中から「枯れない桜」などの設定が生まれた。前作『水夏』の販売が好調でサーカス自体が注目されていたため、本作品の開発中からtororoには売れる自信があり、アニメ化の話も作品発売前から進めていた。
当初メインのキャラクターデザインと原画は七尾奈留だったが、第1作発売後にCIRCUSを去ったため、『White Season』以降の新規原画はたにはらなつきらが担当している。また、ディレクター兼シナリオの御影（みかげ）、ディレクター、CG担当の恋純ほたる、シナリオの呉一郎（呉）も同時期にCIRCUSを退社している。スタッフ、デザインなどの変更があったものの、その後も作品はシリーズ化され、2003年にはアニメ化された。
2006年には続編である『D.C.II 〜ダ・カーポII〜』が、2008年にはシリーズ初の乙女ゲーム『D.C. Girl's Symphony 〜ダ・カーポ〜 ガールズシンフォニー』が相次いで発売された。
コンシューマー移植は2003年に『D.C.P.S. 〜ダ・カーポ〜 プラスシチュエーション』のタイトルで既に行われているが、2008年2月にはその追加要素を排除し、オリジナルにほぼ忠実な形での移植となる『D.C. the Origin 〜ダ・カーポ〜 ジ オリジン』が発売された。2010年11月25日にはゲームとアニメによるスピンオフ作品『T.P.さくら』も発売された。
2011年9月6日に開催されたブシロードの『ヴァイスシュヴァルツ』発表会にて、『D.C.III 〜ダ・カーポIII〜』の制作が進行中であると発表され、同年11月18日に発売日が「2012年4月27日」と発表された。
2016年4月28日に同じくCIRCUSから発売された『D.S. -Dal Segno-』は本シリーズと世界観を同一にしている。
2025年10月30日には、初代ダ・カーポのフルリメイク作となる『D.C. Re:tune 〜ダ・カーポ〜 リチューン』がブシロードゲームズよりNintendo Switch及びPC（Windows/Steam）向けに発表予定。

## 歴史
（出典：）
2001年
- 12月14日、『アルキメデスのわすれもの』発売。

2002年
- 6月28日、『D.C. 〜ダ・カーポ〜』 (PC) 発売。
- 12月13日、『D.C. White Season 〜ダ・カーポ ホワイトシーズン〜』 (PC) 発売。

2003年
- 1月、コミック『D.C. 〜ダ・カーポ〜』連載開始。
- 7月5日、テレビアニメ『D.C. 〜ダ・カーポ〜』放送開始。
- 9月26日、『D.C. 〜ダ・カーポ〜 感謝ぱっく』発売。
- 10月4日、『D.C. 〜ダ・カーポ〜 初音島放送局』放送開始。
- 10月30日、『D.C.P.S. 〜ダ・カーポ〜 プラスシチュエーション』 (PS2) 発売。

2004年
- 5月28日、『D.C.P.C. 〜ダ・カーポ〜 プラスコミュニケーション』 (PC) 発売。
- 7月、コミック『D.C.S.G. 〜ダ・カーポ セカンドグラデュエーション〜』連載開始。
- 8月27日、『D.C. Summer Vacation 〜ダ・カーポ サマーバケーション〜』 (PC) 発売。

2005年
- 7月2日、テレビアニメ『D.C.S.S. 〜ダ・カーポ セカンドシーズン〜』放送開始。
- 7月14日、『D.C.P.S. 〜ダ・カーポ〜 プラスシチュエーション KADOKAWA THE Best』（PS2廉価版）発売。
- 7月15日、『初音島放送局S.S.』放送開始。
- 12月15日、『D.C. Four Seasons 〜ダ・カーポ〜 フォーシーズンズ』 (PS2) 発売。
- 12月16日、『D.C.P.C. 〜ダ・カーポ〜 プラスコミュニケーション 感謝ぱっく』 (PC) 発売。

2006年
- 5月26日、続編『D.C.II 〜ダ・カーポII〜』 (PC) 発売。
- 12月22日、『C.D.Christmas Days 〜サーカスディスク クリスマスデイズ〜』 (PC) 発売。

2007年
- 6月1日、『D.C. 〜ダ・カーポ〜 DVD Players Game ことり編』発売。
- 6月29日、『D.C.P.C. 〜ダ・カーポ〜 プラスコミュニケーション Vista対応版』発売。
- 7月27日、『D.C. 〜ダ・カーポ〜 DVD Players Game さくら編』発売。
- 9月28日、『D.C. 〜ダ・カーポ〜 DVD Players Game 音夢編』発売。

2008年
- 2月、コミック『D.C. the Origin 〜ダ・カーポ〜 ジ オリジン』連載開始。
- 2月14日、『D.C. the Origin 〜ダ・カーポ〜 ジ オリジン』 (PS2) 発売。
- 2月29日、『D.C.P.K. 〜ダ・カーポーカー〜』 (PC) 発売。
- 6月27日、『D.C. After Seasons 〜ダ・カーポ〜 アフターシーズンズ』 (PC) 発売。
- 7月25日、『C.D.C.D.2 〜シーディーシーディー2〜』 (PC) 発売。
- 9月26日、続編『D.C. Girl's Symphony 〜ダ・カーポ〜 ガールズシンフォニー』 (PC) 発売。
- 12月25日、『D.C. 〜ダ・カーポ〜 DVD-BOX』発売（『D.C.if 〜ダ・カーポ イフ〜』前編収録）。

2009年
- 3月25日、『D.C.S.S. 〜ダ・カーポ セカンドシーズン〜 DVD-BOX』発売（『D.C.if 〜ダ・カーポ イフ〜』後編収録）。
- 4月29日、『D.C.I.F. 〜ダ・カーポ〜 イノセントフィナーレ』 (PS2) 発売。
- 11月20日、DMMより『D.C. 〜ダ・カーポ〜』のダウンロード販売を開始。

2010年
- 4月23日、『ことり Love Ex P』 (PC) 発売。
- 10月28日、『D.C.I&II P.S.P 〜ダ・カーポI&II〜 プラスシチュエーション ポータブル』 (PSP) 発売。
- 12月24日、『D.C. Dream X'mas 〜ダ・カーポ〜 ドリームクリスマス』 (PC) 発売。

2011年
- 1月27日、『T.P.さくら 前編』（アニメ+ゲーム）発売。
- 2月24日、『T.P.さくら 後編』（アニメ+ゲーム）発売。

2012年
- 4月27日、続編『D.C.III 〜ダ・カーポIII〜』 (PC) 発売。

2015年
- 5月13日、シリーズのベストアルバム『D.C.〜ダ・カーポ〜 スーパーベスト』発売。

2019年
- 1月25日、『D.C.〜ダ・カーポ～アーカイブス　SAKURA Edition』 (PC) 発売。
- 5月31日、続編『D.C.4 〜ダ・カーポ4〜』発売。

2023年
- 1月27日、続編『D.C.5 〜ダ・カーポ5〜』 (PC) 発売。[7]

2025年
- 10月30日、フルリメイク『D.C. Re:tune ～ダ・カーポ～ リチューン』 (PC) 発売。

## ストーリー
（出典：）
7年前から1年中枯れない桜が咲いているという不思議な島「初音島」。主人公朝倉純一はそんな初音島の風見学園付属に通う3年生。彼には不思議な力があった。一つは「何も無いところから和菓子を生み出す力」、もう一つは「他人の夢を強制的に見せられる力」。そんな彼が卒業間近に見せられた夢の中の幼馴染、目覚ましにやってきた同居中の義理の妹、「かったるい」とつぶやきながら通う学園で出会うクラスメイト・先輩・後輩の女の子達。そんなヒロインたちとはじまる「ちょっとこそばゆい」恋愛の物語である。

## 登場人物
シリーズ各作品の略記については以下のように表記する。
- 『D.C. White Season 〜ダ・カーポ ホワイトシーズン〜』→『D.C.W.S.』
- 『D.C.P.S. 〜ダ・カーポ〜 プラスシチュエーション』→『D.C.P.S.』
- 『D.C.P.C. 〜ダ・カーポ〜 プラスコミュニケーション』→『D.C.P.C.』
- 『D.C. Summer Vacation 〜ダ・カーポ サマーバケーション〜』→『D.C.S.V.』
- 『D.C.S.S. 〜ダ・カーポ セカンドシーズン〜』→『D.C.S.S.』
- 『D.C. Four Seasons 〜ダ・カーポ〜 フォーシーズンズ』→『D.C.F.S.』
- 『C.D.Christmas Days 〜サーカスディスク クリスマスデイズ〜』→『C.D.C.D.』
- 『D.C. After Seasons 〜ダ・カーポ〜 アフターシーズンズ』→『D.C.A.S.』
- 『D.C.I.F. 〜ダ・カーポ〜 イノセントフィナーレ』→『D.C.I.F.』
- 『D.C. Dream X'mas 〜ダ・カーポ〜 ドリームクリスマス』→『D.C.D.X.』

声の項の記載は純一を除き、はPC版（18禁作品） / コンシューマー版（全年齢作品）・テレビアニメ版 / 『Re:tune』の順番に表記。それ以外の作品については別途記載する。
朝倉 純一（あさくら じゅんいち）
声：杉崎和哉（ビジュアルファンブックドラマCD） / 福山潤（ドラマアルバム「春色の島」） / 泰勇気（テレビアニメ版・D.C.I.F.） / 高木礼子（テレビアニメ版・幼少期） / 能登麻美子（『D.C.P.S.』幼少期） / 城樹翔（DVD-PG版） / 加瀬愛奈（T.P.さくら）
「かったるい」が口癖の主人公。

### 『D.C.』より攻略可能
朝倉 音夢（あさくら ねむ）
声：鳥居花音（『D.C.S.V.』まで）→安玖深音（『CircusLand I』から） / 野川さくら / 本渡楓 / 春夏ひとみ（T.P.さくら）
原画：七尾奈留
純一の義理の妹。
芳乃 さくら（よしの さくら）
声：北都南 / 田村ゆかり / 千春 / 三森すずこ（T.P.さくら）
原画：七尾奈留
D.C.全般のメインヒロイン。純一の幼馴染で従姉。
白河 ことり（しらかわ ことり）
声：日向裕羅 / 堀江由衣 / 市ノ瀬加那 / 新田恵海（T.P.さくら）
原画：七尾奈留
純一の同級生。学園のアイドル的存在。
水越 萌（みずこし もえ）
声：夏野向日葵 / 伊月ゆい / 鈴代紗弓 / 米澤円（T.P.さくら）
原画：igul
純一の先輩。非常にマイペースでのんびりした性格。水越眞子の姉。
水越 眞子（みずこし まこ）
声：長崎みなみ（『D.C.S.V.』まで）→黒川百合（『D.C.A.S.』）→山田ゆな（『ことりLove Ex P』追加分以降） / 松岡由貴 / 伊駒ゆりえ / 伊藤かな恵（T.P.さくら）
原画：igul
音夢の親友であり純一のクラスメート。水越萌の妹。
天枷 美春（あまかせ みはる）
声：春野日和（『D.C.W.S.』まで）→佐々留美子（『D.C.P.C.』以降） / 神田朱未 / 伊藤美来 / 竹達彩奈（T.P.さくら）
原画：igul
純一、音夢の後輩で幼馴染み。風紀委員を務めている。
鷺澤 美咲（さぎさわ みさき） / 鷺澤 頼子（さぎさわ よりこ）
声：草柳順子 / 松来未祐 / 石原夏織
原画：igul
初音島屈指の名家のお嬢様。純一の同級生に当たるが、実は純一より一つ年上。

### 『D.C.P.S.』より攻略可能
月城 アリス（つきしろ アリス）
声：ぴろす（『D.C.A.S.』まで）→白雪碧（『D.C.D.X.』から） / 萩原えみこ / 片岡あづさ（T.P.さくら）
純一の後輩。日本人の父・亨司と外国人の母・ソフィから生まれたハーフで北欧出身。執事の瀬場や数人の使用人達と初音島の屋敷で暮らしている。父方の親族に「真澄」という名前の伯父がいる。
ある理由から風見学園の体育館裏でロスキルラベンダーという花を育てていたところを純一と知り合う。当初は人と話すことを極端に苦手としていたため、手に持つ人形の「ピロス」を通じて会話をしていた（ピロスが喋るのは桜の木の魔法によるもの）。
『D.C.S.S.』では普通に喋れるようになっている。同級生の美春や自分と同じ北欧生まれのアイシアと仲がいい。
本編開始時点では2年2組の所属なのだが、本編では所属クラスが2年1組（美春の所属クラス）になっている。
ツッコミ役の素質があるらしく、『D.C.F.S.』では主に美春に対してツッコミを入れることも多くなった。
彩珠 ななこ（さいたま ななこ）
声：智芭みどり / 浅野真澄
純一の同級生。引っ込み思案でドジなメガネっ娘。驚いたときに妙な叫び声をあげる。少女漫画雑誌「週刊コミックキュート」に連載を持っている漫画家であり、ペンネームは珠川彩子。いつも大事そうに漫画の原稿を持ち歩き、漫画のネタにするために事あるごとにメモを取る。仕事柄徹夜が多く、眠そうにしていることもしばしば。
八木ブリッヂに徹夜で仕上げた原稿を食べられ、それ以降ヤギがトラウマになってしまう。その場に居合わせた純一は責任を感じて、代わりに彼女のお願いを色々と聞くことになる。異性と話すのが苦手で色恋沙汰とは無縁だったが、純一との交流を通して次第に彼への想いが芽生えていく。眞子の小学校時代のクラスメイトであり、水越家に遊びに行ったこともある。また、工藤とは家が近所で幼馴染みの間柄。音夢とも漫画好き同士という事もあり、気が合うようである。
『D.C.F.S』のななこシナリオでは、純一とななこの仲を深めるべく、杉並がクルーザーの故障と偽った無人島ドッキリ漂流計画を発動するが、ななこが確信犯的にサバイバル道具を持ってくるなど用意周到すぎたため、作戦変更を余儀なくされた。
本編開始時点では3年2組の所属なのだが、本人は3組（さくらとことりの所属クラス）と言っている。
『D.C.S.S.』では純一の呼び方がゲーム版と異なる（ゲームでは「朝倉君」、アニメでは「純一君」）。
『D.C.D.X.』において、卒業後はそのまま漫画家になったようで、53年の間に様々な作品を残している。義之も朝倉家にななこの漫画があったことから彼女のファンになっている。
年代は異なるが、世界観を同一にする『D.S.I.F.』にも珠川彩子を名乗る漫画家兼小説家が登場する。
胡ノ宮 環（このみや たまき）
声：澤村弓子 / 黒河奈美
原画：秋蕎麦
純一の同級生。穏和で物静かな大和撫子。純一のことを「朝倉様」と呼ぶなど、古風な喋り方だが、時折子供っぽい一面をのぞかせる。純一の許婚として転校してくる。母親から受け継いだ予知能力を持っているため、他人の悪い未来を回避しようとして、事あるごとに突飛な行動を取るため騒動を起こしてしまう。過去の経験から予知能力を周囲には秘密にしているが、その事を知っても分け隔て無く接してくれる純一に一途な想いを募らせている。本人曰く、人見知りするそうだが、純一へのアプローチには積極的。
実家は神社で環自身も巫女として働いており、学園でも巫女部を設立し、部長を務める。また、制服の下に制服より嵩張る巫女装束を着込んでいて、邪気を感じたりすると、まるで変身でもするかのように早変りする。環が放つ矢は百発百中を誇る。同じ転校生で気が合うさくらとは仲がいい。
『D.C.D.X.』において、彼女の実家である胡ノ宮神社は53年後も健在で、2056年の正月にも数多くの初詣客が参拝に来ている。
紫 和泉子（むらさき いずみこ）
声：みずのかっぱ（『D.C.S.V.』まで）→立花あや（『CircusLand I』以降） / 桑谷夏子
原画：たにはらなつき
純一とさくらにはピンクのクマの着ぐるみに見える謎の少女。その正体は地球から約820光年離れた場所にあるキリト星系第4惑星シーム星人、つまり宇宙人で、クマの着ぐるみは宇宙服のようなもの（エリカ・ムラサキの言では旧式の生命維持装置）。着ぐるみ姿をよく純一にからかわれる事を気にしている。普段は着ぐるみのイメージコンバータで、「スレンダーで黒髪が美しく長い美人」という仮の姿（偽装体）を見せているが、「人間」にしか効果がない。
紫和泉子という名前は紫式部と和泉式部からとった名前で本名は不明。穏和な性格だが、度々、天然ボケをかます。
ある目的のために地球にやってきたが、宇宙船の故障で故郷に帰れなくなってしまい、それ以来地球で暮らしている。地球滞在中の生活費を稼ぐためアルバイトに精を出しており、普段から着ぐるみを着ているにも拘らず、着ぐるみのバイトをすることもある。大きな着ぐるみとは裏腹に中身はさくらやアリスより背の低い少女である。シャケ関連食品全般（特にシャケおにぎり）が好物で目玉焼きが嫌い。
アニメ『D.C.』や『D.C.S.S.』にも通行人的な形ではあるが登場している。
『D.C.F.S』では、商店街の福引きで、さくらパークのペアチケットを当てるが、急なバイトで純一とのデートが流れてしまう。純一は、偶然出会ったことりや杉並と行動を共にするが、木陰から覗くピンク色の物体を見つける。
『D.C.P.K.』や『D.C.D.X.』では義之にもピンクのクマの着ぐるみが見えており、他の人には偽装体が見えている。
『D.C.D.X.』ではエリカと出会うが出会った瞬間に互いを理解し、不干渉を約束した。またそのときの事から義之のほかにエリカにもピンクの熊に見えているようである（義之とエリカは純一と違って普通の人間ではないため、強引ではあるが説明することが可能）。
工藤 叶（くどう かなえ）
声：鹿島歩 / 沢城みゆき / 河瀬茉希
純一の同級生で、純一や杉並と行動を共にすることが多いが、彼らとは違い常識人。ことりとも親友同士。『D.C.』では、立ち絵のない名前だけのキャラとして登場。
女性であるが、名家である実家のしきたりと祖母の言いつけにより男と偽って学園に通っている。自称「和服が似合う可愛らしい女の子」。女性とばれないために、身体測定のときはいつも休んでいる。学園内で工藤が女性であることを知っているのはことりと暦先生と数人の講師のみ。
『D.C.F.S.』では、叶シナリオのみ完全な女キャラとして登場し、私服姿や水着姿を初披露している。
『D.C.S.S.』では基本的に女性であるという描写はなく男友達として描かれているが、身体測定や海に行ったときにいない、純一を見て顔を赤らめるなどといった女性であることを示唆する描写がある。同作番外編ドラマCD「ジキルとハイドと工藤と叶」では、女性であるということが明示化され、アイシアの失敗した魔法によって、女性に戻った時と男と偽っている時との精神状態の切り替えが制御できなくなったままキャンプに出かけ、女性であると知っている純一・杉並・ことりが、事情を知らない音夢らに対し、誤魔化す為に右往左往するドタバタが描かれた。
霧羽 香澄（きりゅう かすみ）
声：神月あおい / かかずゆみ
ゲーム版のみに一夜限り登場する謎の少女。杉並にハメられた純一と共に、風見学園で幽霊を探す。眞子に負けないほど男勝りな性格だがかなり怖がり。交通事故で死んだ妹、明日美の霊を探している。
『D.C.P.S.』では攻略可能なヒロインだったが『D.C.F.S.』では完全なサブヒロインとなった。

### 『ことり Love Ex P』のみ攻略可能
葛飾 あゆみ（かつしか あゆみ）
声：ぴろす
チョコバナナ移動販売『Pop'nバナナ風見店』の雇われオーナー。本人曰くおばあちゃん子。既婚者の純一と何度か接している内に、肉体関係を繰り返すようになる。セフレどまりで恋愛関係には発展せず、夢のために渡米し関係は消滅する。

### 『Re:tune』のみ攻略可能
風祈（ふうき）
声：遠野ひかる
森の中の洞窟で出会う銀髪の少女。

### サブキャラクター
杉並（すぎなみ）
声：東慎（作品が『D.C.II』と関わらない場合・『D.C.D.X.』）・空野太陽（関わる場合・『D.C.D.X.』を除く『D.C.A.S.』以降） / 岸尾だいすけ / 江口拓也
原画：igul
純一の悪友。下の名前は不明。学園一の秀才にしてスポーツ万能、顔も良いが、性格は完全に破綻しており、行動その他全ての要素が理解不能な存在のため色恋沙汰とは無縁。学園内に非公式新聞部という地下組織を持ち、広大な情報網を持つ。超常現象の類に並々ならぬ興味を示し、オカルト雑誌「ヌー」を愛読している。何かイベントがある度に純一を巻き込んでは悪巧みをしでかすので、風紀委員（特に音夢）がいつも目を光らせているが、彼も全く懲りていない。普段の奇怪な言動や行動とは裏腹に時には純一に的確なアドバイスやサポートをしたりと頼れる一面も。彼の行動は全て世界の平和のためであり、「大佐」と呼ばれる司令官からの極秘任務であると語る。
以後、同姓で声優も同じキャラが登場するのがD.C.シリーズのお約束となるが、その関係は公式文章でもはぐらかされており、一切不明である（他の杉並についてはシリーズ別に後述）。
『D.C.D.X.』では杉並（D.C.II）と同志またはライバルとして共演したが関係は明かされなかった。
うたまる
声：春野日和（『D.C.W.S.』まで）→佐々留美子（『D.C.P.C.』以降） / 桃井はるこ / 佐々木琴子
さくらと一緒にいる謎の猫。こけしのような体形で手足と呼べるようなものはなく、移動の際は飛び跳ねている。その奇妙な姿から純一には「猫又の類」と呼ばれる。また、巨大化する、桜餅で酔っ払う、首が360°回る、分身する、オーバーヒートするなどの体質を持つ。
さくらが飼い主ではなく、さくらがいない時は朝倉家や島内の飲食店で餌をもらっていて、『D.C.S.S.』ではさくらが登場するまでアイシアと一緒にいることが多かった。
アニメ版『D.C.』のサイドエピソードでは足があり、ちゃんと歩いている。
白河 暦（しらかわ こよみ）
声：西田こむぎ（『D.C.S.V.』まで）→風華（『CircusLand I』以降） / 松井菜桜子 / 藤井ゆきよ
原画：igul
風見学園の生物教師で純一達の3年1組の担任。ことりの姉。極度のシスコンでことりを可愛がっている。本職は美春の父親が所長の天枷研究所の研究員で、結婚・出産を機に学園を退職しのちに研究所に復帰する。研究所出身の教師ということで、生物準備室に私物を色々置いてある。一時期、うたまるを解剖して調べようとしていた。専攻は機械工学と生物工学だった。結婚してから、親バカになったり（『D.C.S.S.』第2話）、夫のことに不満をもつ（ドラマCD）などキャラクターが随分変わった。結婚してからの苗字は「佐伯（さえき）」だが、みっくんやその兄との血縁関係はない。
霧羽 明日美（きりゅう あすみ）
声：神月あおい / 福圓美里
香澄シナリオに登場する香澄の妹で普段は本島の学校に通っている。勝ち気で男勝りな姉とは対照的に温厚で大人しい性格だが、作中では自分から純一にキスをするといった大胆な行動をとることもある。親戚が鷺澤家の別荘の管理人をしている関係で彼女自身も代理として臨時の管理人をしていたことがある。
八木ブリッヂ（やぎブリッヂ）
初音島に生息する謎のヤギ。その行動、正体、全てが謎。杉並は“長官”と称し敬愛する。ななこの原稿やメモを食べてしまったりと、ななこに事あるごとに災難を撒き散らす。純一が後をついて行っても一瞬目を離すと姿が消えているという。
みっくん
声：北都南 / 白石涼子 / 土屋李央
原画：みつまむ
ことりの親友。本名「佐伯加奈子（さえきかなこ）」。音夢以上のブラコンで、兄の幹彦（みきひこ）を溺愛する。これが“みっくん”というあだ名の所以。ことりが率いるバンドの一員で、ピアノ担当。通称“ことりの幕僚”。
『うたう絵本4』の「SS加奈子編」では、兄の視点からの彼女が語られるが、加奈子編での声優は不明。
キャラクターデザインや性格付けは、作品ごとに多少ばらつきがある。
ともちゃん
声：鈴木理乃（『D.C.S.V.』まで）→乃嶋架菜（『C.D.C.D.』から） / 服部加奈子 / 坂倉花
原画：みつまむ
ことりの親友。本名「森川知子（もりかわともこ）」。ことり率いるバンドの一員で、ベース担当（公式サイトではギター担当となっているが、ゲームの中ではベース担当と紹介されていて、持っている楽器も4本弦になっている）。通称“ことりの参謀”。
みっくん同様、キャラクターデザインや性格付けは、作品ごとに多少ばらつきがある。
芳乃のばあちゃん
声：北都南 / 小野未喜（若い頃：田村ゆかり）
純一とさくらの祖母。本編開始時にはすでに亡くなっているが、純一の夢などで度々登場する。顔出しはアニメ版『D.C.』第16話、第17話、『D.C.S.S』第9話に登場。生粋のイギリス人で、昔ヨーロッパで100年位若い姿で諸国放浪して過ごしていた魔法使いであるとされていた。昔、ワルプルギスの夜に友人からもらったという「枯れない桜」を初音島に植えた人物。また、純一に「手から和菓子を出す魔法」を伝授したのも彼女である。幼少時のことりや美咲とも面識があり、また環の母親とも親交があった。
瀬場（せば）
声：佐倉徹 / 宗矢樹頼
月城家に仕える執事。アリスの身の回りの世話をしている。杉並に「セバスチャン」と呼ばれる（幼少時の愛称は「瀬場ちゃん」という）。元特殊部隊工作員らしく、杉並が尊敬する数少ない人物。
謎の少女
声：桜ちとせ / 宮崎羽衣
原画：たにはらなつき
クリスマスを控えた初音島でケーキ売りのバイトをしている少女。『D.C.F.S.』・『D.C.A.S.』に登場する。
『D.C.A.S.』の新規シナリオにおいて彼女のものと思われるモノローグがあるが、その素性については曖昧にしか示されなかった。
白河 さやか（しらかわ さやか）
『水夏』第2章のヒロイン。ことりの親戚だが彼女と会うシーンはない。迷子になったのを「道に迷っただけです!」とキレたり、桜並木で出会ったさくらをかわいがり、さくらの呼称から純一を彼女の兄と思い込み「妹さんをください」などと言う。立ち絵や声はPC版にのみにある。
上代 蒼司（かみしろ そうじ）
『水夏』第2章の主人公。さやかを呼ぶシーンはあるが姿は見せない。
謎の女の子
声：日向裕羅
『D.C.W.S.』で登場する、純一をパパと呼びことりをママと呼ぶ謎の女の子。
鈴乃（すずの）
声：大木咲絵子
『Re:tune』に登場。森の中で見かけるメイド。謎の存在。
霧塔涼音（きりとう すずね）
声：高宮彩織
『Re:tune』に登場。初音島にある会社の社長。

### その他のキャラクター
主にアニメに登場したキャラクター。
水越 智也（みずこし ともや）
声：久保田恵
アニメ版『D.C.』第7話「水越家へご招待!」に登場する萌、眞子の弟。ゲームでは存在のみは確認できるが、名前と顔が出るのはアニメのみ。隙の無い秀才・切れ者な性格で、純一曰く「苦手とするタイプ」。
『D.C. 公式ビジュアルファンブック』でシナリオライターのインタビューによると純一たちの二学年下でサッカー部所属。また、『D.C. 〜ダ・カーポ〜 コラボレーションストーリーズ』内のストーリーで立ち絵はないが僅かに台詞が存在する。
不思議さん（ふしぎさん）
アニメ版『D.C.』のサイドエピソードに登場した謎の人物。中学まで初音島に住んでいたが、その後両親の都合で初音島を出た。サイドエピソードの冒頭で初音島に戻ってきて最終回で再び初音島を出た。その一時的な帰省の際に、さくら、ことり、萌から目撃されている。不思議さんという呼び名はさくらが命名した。外見は『水夏』のアルキメデスに酷似しているが、関連性は不明。
少女
声：桃井はるこ
アニメ版『D.C.』のサイドエピソード#11、#12に登場した謎の少女。不思議さんが初音島に住んでいた頃、不思議さんと仲が良く、中学までは一緒だった。この少女の正体については明らかになっていないが、外見がさくらと瓜二つであることや名字が芳乃であること。さらに手から和菓子を出せることなどから、純一とさくらの祖母説、さくらの母説、純一の母説など様々な仮説が挙がっている。なおサイドエピソード#11には白河さんということりそっくりの知り合いもいた。そちらの声は桑谷夏子である。また少女の会話の中で「鷺澤」という名字が出てきており、鷺澤家の存在もうかがえる。
アイシア
声：宮崎羽衣
コミック『D.C.S.G.』から登場。北欧から風見学園へ転校してきた少女。アッシュブロンドの髪と緑色の大きなリボンが特徴的。立派な魔法使いになって人々を幸せにするために純一とさくらの祖母に魔法を教わろうと初音島にやって来た。
『D.C.S.S.』ではメインヒロイン。コミックでは物静かな性格で描かれていたが、こちらでは天然ボケな面もある明るいキャラクターで登場した。とてもドジだが誰かを幸せにしたいという思いは本物、アリスとサーカスをやったように運動神経はいい。思い込みが激しく、純一を大魔法使いと勘違いして「御主人様」と呼び、魔法を教えるようしつこく食い下がっていたが本当に未熟な魔法使いだと知ると「純一」と呼び捨てになった。当初は魔法の力を過信し、魔法の危険性を説くさくらと衝突することもあった。美春やアリスと仲がいい。
コミック版では魔法の力を過信しすぎるあまり、さくらの忠告を聞こうとせず、また純一への想いから自分も音夢のようになりたくて魔法の桜を復活させて、純一と音夢が恋人であるという記憶を消してしまう。その世界で再び結ばれた純一と音夢の絆の強さから人の想いを知り、その罪悪感から「自分が存在しない世界」を願い、桜を枯らせた。EDでは純一と音夢の結婚式に姿を見せている。アニメ版では経緯は異なり、封印されていたことりの想いを聞いたのをきっかけで魔法の桜を復活させようとする。
昭島（あきしま）
声：古澤徹
『D.C.S.S.』に登場する風見学園の保健医。前は音夢の通っていた看護学校の先生で、看護学校から風見学園に赴任したときから音夢を研修生として呼ぶことを決めていた。音夢の頼みによって美春のみに手紙で音夢のことを伝えていたが、その手紙を靴箱に入れていたためラブレターと間違えられた。喧嘩していた純一と音夢を和解させるために純一にアドバイスしたこともある。第18話で妹が登場したが、金髪のツインテール姿がさくらに似ていたため、さくらが帰ってきたという噂が流れた。妹の声は早水リサである。
アイシアの祖母
声：定岡小百合
『D.C.S.S.』第13話「アイシアの夏」でアイシアの昔の話に登場。純一やさくらの祖母と同じくらい優れた魔法使いらしく、より多くの人に幸せを運ぶためにアイシアと北欧中を回っていた。そしてもしものことがあった時にと、アイシアに初音島の地図を残した。この祖母の影響でアイシアは「人を幸せにする魔法」にこだわる。そしてこの祖母は魔法がどういうものか分かっている。さくら曰く、純一たちの祖母とはロンドンの魔法学校なる場所で知り合った大親友とのこと。
作中では名前が不明であり、エンドクレジットでも「アイシアの祖母」となっているが、後に『D.C.D.X.』でアイシアからシャルルという名前が明かされている。
佐伯 幹彦（さえき みきひこ）
『うたう絵本4』内「SS 加奈子編」の主人公。佐伯加奈子の異母兄で、風見学園本校の生徒。ピアノの海外留学を前にして突如ピアノが弾けなくなってしまうが、それは幹彦に懸想している加奈子が桜に「兄と一緒にいたい」と願ったことによる影響であり、桜が枯れるとともに再びピアノが弾けるようになった。海外の留学先に恋人がいる。
中司 暁美（なかつかさ あけみ）
PCゲーム雑誌「BugBug」に連載されていたアナザーストーリーのヒロイン。美春の友人だが、病気で一年間休学していたため実際には純一たちと同年代。実は重病に冒されていた彼女の「純一と結ばれたい」という願いを桜が叶え、その願いの副産物として復学できるようになっていたが、桜が枯れるとともに奇跡の力が失われることになる。
こちょり
『ことり Love Ex P』公式サイトの特集企画『ことりに聞け!!』に登場するオリジナルキャラで、白河ことりをSD化したような容姿だがことりとは別人。ことりと違い優しくなく空気を読まず、ことりへの質問を一刀両断に勝手に回答していく。ことりを「ことり様」と呼んでいる。発売記念ムービーではDJとして出演している。

## スタッフ
- プロデューサー：tororo
- ディレクター：御影、恋純ほたる
- キャラクターデザイン・原画：
  - 七尾奈留（音夢・さくら・ことり）
  - igul（美春・萌・眞子、他）
  - いくたたかのん（チビキャラ、他）
- シナリオ：
  - 御影（音夢・さくら）
  - 呉（空飛ぶ円盤に呉が乗ったよ）（ことり・頼子）
  - よこよこ（萌・眞子・共通シーン）
  - まり（美春）
- OPムービー製作：もえら@ニトロ（Nitro+）、麻生さん（Nitro+）

## 主題歌
- オープニングテーマ『ダ・カーポ 〜第2ボタンの誓い〜』
  - （作詞・作曲：tororo、編曲：Angel Note、歌：yozuca*）
- エンディングテーマ『Dream 〜The ally of〜』
  - （作詞：tororo、作曲・編曲：長田直之、歌：rino）
- エンディングテーマ『Dream 〜The other side〜』
  - （作詞：tororo、作曲：東隆行、編曲：飯塚昌明、歌：みとせのりこ）
- 挿入歌『Small Cherry 〜promised bell〜』
  - 作詞：tororo、作曲・編曲：Angel Note、歌：中山マミ

## パッケージ一覧
本作および関連ゲームをまとめると、以下の様に分類できる。CIRCUSの作品の中でも本作は特にパッケージ数が多い。本編だけでも
D.C. 〜ダ・カーポ〜
CD-ROM版:初回版は2002年6月28日発売、通常版も2種類あり
DVD-ROM版:初回版は2002年7月26日発売、通常版も2種類あり
感謝ぱっく:CD-ROM版・DVD-ROM版とも2003年9月26日発売 - 計8パッケージ
PS2移植版「D.C. the Origin 〜ダ・カーポ〜 ジ オリジン」
初期バージョンの18禁シーンを省いたバージョン。キャストはPC版に準じている。新ヒロインは登場せず、シナリオも2002年のオリジナル版に準じたものになる。
初回版および通常版:2008年2月14日発売 - 計2パッケージ
D.C.P.S. 〜ダ・カーポ〜 プラスシチュエーション
新ヒロイン5人追加、それにともなうシナリオの増強を実施。挿入歌や新規OPムービーなども追加。
初回版および通常版:2003年10月30日発売
KADOKAWA THE Best:2005年7月14日発売 - 計3パッケージ
D.C.P.C. 〜ダ・カーポ〜 プラスコミュニケーション
D.C.P.S.の新ヒロインに性的描写のあるシナリオが加わった18禁版。
初回版:CD-ROM版・DVD-ROM版とも2004年5月28日発売
通常版:CD-ROM版・DVD-ROM版とも2004年6月4日発売、初回出荷分のみマウスパッド付き
感謝ぱっく:2005年12月16日発売
Vista対応版:2007年6月29日発売 - 計8パッケージ
関連ゲームも、
D.C. White Season 〜ダ・カーポ ホワイトシーズン〜
クリスマス限定版:2002年12月13日発売
通常版:CD-ROM版・DVD-ROM版とも2003年1月24日発売
リニューアルパッケージ版:2005年2月25日発売 - 計4パッケージ
D.C. Summer Vacation 〜ダ・カーポ サマーバケーション〜
初回版:2004年8月27日発売
通常版:2004年9月3日発売、初回出荷分のみマウスパッド同梱
CD-ROM版:2005年8月5日発売 - 計4パッケージ
D.C. Four Seasons 〜ダ・カーポ〜 フォーシーズンズ
2005年12月15日発売、初回版・通常版あり - 計2パッケージ
D.C. After Seasons 〜ダ・カーポ〜 アフターシーズンズ
2008年6月27日発売 - 計1パッケージ
D.C. 〜ダ・カーポ〜 コラボレーションストーリーズ
の計5種12パッケージある。
このように「D.C. 〜ダ・カーポ〜」の名を冠しているタイトルだけでも9種34パッケージが存在し、その他に「アルキメデスのわすれもの」のような純粋な関連作品ではないが本作と関連のある作品も存在する。

## ファンディスク・サイドストーリー等
アルキメデスのわすれもの
先行版ショートストーリー「D.C. in 聖夜のアルティメットバトル!」収録。
D.C. 〜ダ・カーポ〜体験版
先行版と本編とをつなぐショートエピソード。天枷美春はここが初登場。
うたう絵本 4
2002年11月にユーザー登録ハガキを返送したユーザーを対象に配布されたおまけコンテンツディスクで、非売品。現在は配布終了しており入手不可能。
D.C. White Season 〜ダ・カーポ ホワイトシーズン〜
D.C. 〜ダ・カーポ〜 温泉編
2003年のサーカスファンクラブの入会特典として無料で配布されたもの、非売品。ショートストーリーが収録されている。2004年の入会者には、「D.C. 〜ダ・カーポ〜 温泉編にゅ〜」（内容は同一）が配布された。現在は配布終了しており入手不可能。
D.C. Summer Vacation 〜ダ・カーポ サマーバケーション〜
D.C. Four Seasons 〜ダ・カーポ〜 フォーシーズンズ
うたう絵本 4・5・6 Hi! Hi!
「4」に『D.C. 〜ダ・カーポ〜』関連が収録されている。
C.D.Christmas Days 〜サーカスディスク クリスマスデイズ〜
『D.C. 〜ダ・カーポ〜』のストーリー、ことりを軸にして、みっくんやともちゃん出演のとあるクリスマスの物語が収録されている。
DVD Players Game版
原作PC版のメインヒロインを1本につき1ヒロインに絞り込んだもの。
- D.C. 〜ダ・カーポ〜 DVD Players Game ことり編（2007年6月1日発売）
- D.C. 〜ダ・カーポ〜 DVD Players Game さくら編（2007年7月27日発売）
- D.C. 〜ダ・カーポ〜 DVD Players Game 音夢編（2007年9月28日発売）

初回限定特典（ライトをつけるとヒロインの顔が映し出されるプロジェクションライト）
不具合
- ことり編の発売直後に、本来起動するはずのPS2で起動しないなどの苦情があり、オーサリング段階でのミスによりPS2で動作しない不具合が判明し、また作中表示されるアイキャッチ部分が、製作上のミスにより誤って音夢編のものを使用していたことも判明。そのためいったん回収し、後に改善版がユーザーに発送された。
- ことり編は元々2007年5月25日に発売される予定だったが、製造業者である株式会社デジクラフト社の不手際により、2007年6月1日に発売延期になった。

D.C. 〜ダ・カーポ〜 the Origin
2008年2月14日、オリジナルにほぼ忠実な形でのコンシューマー移植となる『D.C. 〜ダ・カーポ〜 the Origin』を発売。同一作品が発売元・キャストを変えて同じハードへ再度移植が行われたという点でも、極めて異例の作品である。
D.C.P.K. 〜ダ・カーポーカー〜
D.C. After Seasons 〜ダ・カーポ〜 アフターシーズンズ
『D.C. Four Seasons 〜ダ・カーポ〜 フォーシーズンズ』のPC移植版である。
C.D.C.D.2 〜シーディーシーディー2〜
音夢編が収録されている。
D.C.I.F. 〜ダ・カーポ〜 イノセントフィナーレ
パラレルストーリーの位置付け。
ことり Love Ex P
ことり編メインのファンディスク。
D.C. Dream X'mas 〜ダ・カーポ〜 ドリームクリスマス
D.C.&D.C.IIキャラクターが共演するコラボ作品。
T.P.さくら 前編/後編
スピンオフ作品。アニメ＋ゲームの構成。

## ラジオ
2003年10月から2005年6月まで、ラジオ大阪・TBSラジオで『D.C. 〜ダ・カーポ〜 初音島放送局』が放送され、これを引き継ぐ形で、2005年7月から2006年6月までインターネットラジオ・『初音島放送局S.S.』が配信された。

## モバイル
2011年5月から『サーカスモバイル』と『ゲーマーズモバイル』で携帯用きせ替えツールの配信が開始され、同年12月からソーシャルゲーム『超嫁対戦』に作品に登場するキャラのカードが配信された。他に『メガミエンゲイジ』のモバイル版『メガミエンゲイジ！BREAK』（2012年11月開始）にも登場人物が参戦している。

## 小説
| 巻数                                                                             | 初版発行日（奥付）                      | メインヒロイン                          | ISBN                                    |
| 原作：サーカス/著：雑賀匡（パラダイム）                                          | 原作：サーカス/著：雑賀匡（パラダイム） | 原作：サーカス/著：雑賀匡（パラダイム） | 原作：サーカス/著：雑賀匡（パラダイム） |
| -------------------------------------------------------------------------------- | --------------------------------------- | --------------------------------------- | --------------------------------------- |
| D.C. 〜ダ・カーポ〜 朝倉音夢編                                                   | 2002年12月7日                           | 朝倉音夢                                | ISBN 978-4-89490-170-4                  |
| D.C. 〜ダ・カーポ〜 白河ことり編                                                 | 2003年2月8日                            | 白河ことり                              | ISBN 978-4-89490-178-0                  |
| D.C. 〜ダ・カーポ〜 芳野さくら編                                                 | 2003年3月25日                           | 芳野さくら                              | ISBN 978-4-89490-186-5                  |
| D.C. 〜ダ・カーポ〜 天枷美春編                                                   | 2003年5月25日                           | 天枷美春                                | ISBN 978-4-89490-706-5                  |
| D.C. 〜ダ・カーポ〜 鷺澤頼子編                                                   | 2003年12月9日                           | 鷺澤頼子                                | ISBN 978-4-89490-714-0                  |
| D.C. 〜ダ・カーポ〜 水越萌・眞子編                                               | 2004年2月25日                           | 水越萌 水越眞子                         | ISBN 978-4-89490-718-8                  |
| D.C.P.C. 〜ダ・カーポ〜 プラスコミュニケーション 胡ノ宮環編                      | 2004年10月26日                          | 胡ノ宮環                                | ISBN 978-4-89490-737-9                  |
| D.C.P.C. 〜ダ・カーポ〜 プラスコミュニケーション 月城アリス編                    | 2004年12月17日                          | 月城アリス                              | ISBN 978-4-89490-745-4                  |
| D.C.P.C. 〜ダ・カーポ〜 プラスコミュニケーション 彩珠ななこ編                    | 2005年1月22日                           | 彩珠ななこ                              | ISBN 978-4-89490-753-9                  |
| D.C.P.C. 〜ダ・カーポ〜 プラスコミュニケーション 紫和泉子編                      | 2005年3月16日                           | 紫和泉子                                | ISBN 978-4-89490-757-7                  |
| D.C.P.C. 〜ダ・カーポ〜 プラスコミュニケーション 工藤叶編                        | 2005年5月25日                           | 工藤叶                                  | ISBN 978-4-89490-761-4                  |
| D.C.P.C. 〜ダ・カーポ〜 プラスコミュニケーション 霧羽香澄編                      | 2005年10月18日                          | 霧羽香澄                                | ISBN 978-4-89490-777-5                  |
| 原作：サーカス/著：島津出水（パラダイム）                                        |                                         |                                         |                                         |
| C.D.C.D.2 〜シーディーシーディー2〜 D.C. 〜ダ・カーポ〜&エターナルファンタジー編 | 2009年7月31日                           |                                         | ISBN 978-4-89490-927-4                  |
| D.C.Dream X'mas 〜ダ・カーポ ドリームクリスマス〜                                | 2011年3月23日                           |                                         | ISBN 978-4-89490-996-0                  |
| 原作：サーカス/著：後藤美由紀/挿絵：Cherish（角川書店）                          |                                         |                                         |                                         |
| D.C.S.G. 〜ダ・カーポ〜 セカンドグラデュエーション グローリーデイズ              | 2005年8月22日                           |                                         | ISBN 978-4-04-707187-2                  |
| D.C.S.G. 〜ダ・カーポ〜 セカンドグラデュエーション ラブリーデイズ                | 2006年1月5日                            |                                         | ISBN 978-4-04-707200-8                  |
| 原作：サーカス/著：佐々宮ちるだ/挿絵：Cherish/監修：鈴木雅詞（角川書店）         |                                         |                                         |                                         |
| D.C.Four Seasons 〜ダ・カーポ〜 フォーシーズンズ メモリーデイズ                  | 2006年3月24日                           |                                         | ISBN 978-4-04-707214-5                  |
| 原作：サーカス/著：岡崎いずみ/挿絵：みけおう（エンターブレイン）                 |                                         |                                         |                                         |
| D.C.P.C. 〜ダ・カーポ〜 プラスコミュニケーション 桜の螺旋                        | 2005年2月                               | 朝倉音夢                                | ISBN 978-4-7577-2040-4                  |
| D.C.P.C. 〜ダ・カーポ〜 プラスコミュニケーション 桜の交錯                        | 2005年3月22日                           | 芳野さくら                              | ISBN 978-4-7577-2202-6                  |
| D.C.P.C. 〜ダ・カーポ〜 プラスコミュニケーション 桜色のドルチェ                  | 2006年2月27日                           | 白河ことり 工藤叶                       | ISBN 978-4-7577-2040-4                  |
| D.C.P.C. 〜ダ・カーポ〜 プラスコミュニケーション 桜たちのパルティータ            | 2006年9月30日                           | 月城アリス 天枷美春                     | ISBN 978-4-7577-2937-7                  |

## 漫画
| 巻数                                               | 初版発行日（奥付）  | ISBN                                                                  | 備考 |
| D.C. 〜ダ・カーポ〜                                | D.C. 〜ダ・カーポ〜 | D.C. 〜ダ・カーポ〜                                                   | D.C. 〜ダ・カーポ〜 |
| -------------------------------------------------- | ------------------- | --------------------------------------------------------------------- | --- |
| 第1巻                                              | 2003年11月1日       | ISBN 978-4-04-713573-4                                                | 連載：「コンプティーク」（角川書店）2003年3月号 - 2004年5月号 作画：たにはらなつき 原作：CIRCUS |
| 第2巻                                              | 2004年8月10日       | ISBN 978-4-04-713632-8                                                | 連載：「コンプティーク」（角川書店）2003年3月号 - 2004年5月号 作画：たにはらなつき 原作：CIRCUS |
| D.C.S.G. 〜ダ・カーポ セカンドグラデュエーション〜 |                     |                                                                       | |
| 第1巻                                              | 2005年4月9日        | ISBN 978-4-04-713719-6                                                | 連載：「コンプティーク」（角川書店）2004年9月号 - 2006年8月号 作画：Cherish（たにはらなつき・あやせりおの共同名義） 『D.C.』から2年後、音夢は看護学校を卒業し風見学園へ保健医として戻り、さくらも英語教師として戻ってくる。 今まで通りの生活が始まると思った矢先、学園に転入してきたアイシアが、純一と音夢の関係に波紋を引き起こす。 アイシアの目的はほぼ同じだが性格がアニメとは違う。 また、鷺澤美咲が頼子ではなく初めから本人として登場する。 第2巻の初回限定版には、音夢のフィギュアが付属。 |
| 第2巻                                              | 2005年12月26日      | ISBN 978-4-04-900778-7（初回限定版） ISBN 978-4-04-713777-6（通常版） | 連載：「コンプティーク」（角川書店）2004年9月号 - 2006年8月号 作画：Cherish（たにはらなつき・あやせりおの共同名義） 『D.C.』から2年後、音夢は看護学校を卒業し風見学園へ保健医として戻り、さくらも英語教師として戻ってくる。 今まで通りの生活が始まると思った矢先、学園に転入してきたアイシアが、純一と音夢の関係に波紋を引き起こす。 アイシアの目的はほぼ同じだが性格がアニメとは違う。 また、鷺澤美咲が頼子ではなく初めから本人として登場する。 第2巻の初回限定版には、音夢のフィギュアが付属。 |
| 第3巻                                              | 2006年8月7日        | ISBN 978-4-04-867438-6                                                | 連載：「コンプティーク」（角川書店）2004年9月号 - 2006年8月号 作画：Cherish（たにはらなつき・あやせりおの共同名義） 『D.C.』から2年後、音夢は看護学校を卒業し風見学園へ保健医として戻り、さくらも英語教師として戻ってくる。 今まで通りの生活が始まると思った矢先、学園に転入してきたアイシアが、純一と音夢の関係に波紋を引き起こす。 アイシアの目的はほぼ同じだが性格がアニメとは違う。 また、鷺澤美咲が頼子ではなく初めから本人として登場する。 第2巻の初回限定版には、音夢のフィギュアが付属。 |
| D.C. the Origin 〜ダ・カーポ〜 ジ オリジン         |                     |                                                                       | |
| 第1巻                                              | 2008年12月9日       | ISBN 978-4-04-712584-1                                                | 連載：「ドラゴンエイジピュア」（富士見書房）Vol.9・10・12・13 作画：黒井みめい |
| D.C.S.M. 〜ダ・カーポ〜 スイートメモリーズ         |                     |                                                                       | |
| 第1巻                                              | 2013年5月24日       | ISBN 978-4-86349-362-9                                                | 連載：「COMIC Sigma」（茜新社）vol.44（2010年6月号）- 作画：中島光一 ヒロインは初期の七名のみ。 連載誌が成人向けであり、この作品にも性的なシーンがある。 |
| アンソロジーコミック                               |                     |                                                                       | |
| キャラクターコミック（Ver.朝倉音夢）               | 2005年3月2日        | ISBN 978-4-86176-116-4                                                | |
| キャラクターコミック（Ver.白河ことり）             | 2005年9月           | ISBN 978-4-86176-223-9                                                | |
| ダブルサイドストーリー朝倉音夢&白河ことり          | 2003年12月25日      | ISBN 978-4-04-853679-0                                                | |
| ダブルサイドストーリー Vol.2                       | 2005年8月10日       | ISBN 978-4-04-853886-2                                                | |
| コラボレーションコミックス                         | 2004年8月6日        | ISBN 978-4-04-853761-2                                                | |
| コラボレーションコミックス 初音島コンチェルト      | 2005年4月9日        | ISBN 978-4-04-853851-0                                                | |
| コミックアラカルト                                 | 2006年1月10日       | ISBN 978-4-04-853935-7                                                | |

## 関連書籍
| 巻数                                                                              | 初版発行日（奥付） | ISBN                   | 備考 |
| --------------------------------------------------------------------------------- | ------------------ | ---------------------- | --- |
| D.C. 〜ダ・カーポ〜 ファーストファンブック （ソフトバンクパブリッシング発行）     | 2002年5月          | ISBN 978-4-7973-1943-9 | |
| D.C. 〜ダ・カーポ〜 公式ビジュアルファンブック （ソフトバンクパブリッシング発行） | 2002年10月         | ISBN 978-4-7973-2190-6 | |
| D.C. 〜ダ・カーポ〜 コラボレーションストーリーズ （角川書店発行）                 | 2002年11月         | ISBN 978-4-04-707089-9 | 著：コンプティーク 複合ファンブックで、付録CD-ROMにはサイドストーリー、ミニゲーム等を収録（現在は絶版）。 書籍内：コミック、設定・原画、短編小説、攻略・楽譜・スタッフインタビュー 付録CD-ROM：アナザーストーリー（ノベル形式のゲーム）、ダ・カーポカルトクイズ うたまるDEポン!（クイズゲーム）、体験版・壁紙集、2003年イラストカレンダー |
| D.C.FG 〜ダ・カーポ〜 ファンガイド （角川書店発行）                               | 2003年11月7日      |                        | 白河ことりの特大スタンドパネル、「D.C.P.S.」の2004年カレンダー下敷きとポストカード付属。 |

## 関連CD
ランティスとS・O・F・Tより発売。

### 音楽CD
『ダ・カーポ 〜第2ボタンの誓い〜』
歌：yozuca*/rino/みとせのりこ
『D.C. 〜ダ・カーポ〜 ヴォーカルアルバム Songs from D.C. 〜ダ・カーポ〜』
歌：佐藤裕美/八田悠佳/rino/KIRIKO/yozuca*/YURIA/yozuca&rino
『D.C. 〜ダ・カーポ〜 コンプリート オリジナルサウンドトラック』
歌：yozuca*/みとせのりこ/中山マミ/rino
『D.C.〜ダ・カーポ〜 スーパーベスト』

### ドラマCD
『D.C. 〜ダ・カーポ〜 ドラマアルバム 春色の島』
PCゲーム版キャスト、純一役は福山潤
『D.C. ちょっと○○○なドラマCD「音夢はじめ」』
声：鳥居花音他
『Wind -a breath of heart-・D.C. 〜ダ・カーポ〜 まったり温泉CDドラマ』
『Wind -a breath of heart-ビジュアルファンブック』同梱CDに収録されたコラボレーション企画で、朝倉音夢と天枷美春がゲスト出演。

## 関連ゲーム
ヴァイスシュヴァルツ
ブシロード発売されているトレーディングカードゲーム。「D.C.II 〜ダ・カーポII〜（シリーズ第2作目）」とセット。
ai sp@ce
ドワンゴが運営していた3D生活空間サービス。
超嫁大戦
そらゆめが運営するカードバトル型のソーシャルゲーム。
メガミエンゲイジ
ONE-UPが運営する戦略シミュレーションカードバトル。
さまざまな作品のキャラクターたちを駆使して自分の領土を拡大しながら、対戦で他プレイヤーの領土を獲得していく。